# Fantasia on British Sea Songs
Fantasia on British Sea Songs eller Fantasy on British Sea Songs är ett klassiskt musikstycke arrangerat av dirigenten Henry Wood 1905 för att högtidlighålla 100-årsminnet av slaget vid Trafalgar. Det är ett potpurri av brittiska sjömansvisor och var under många år ett omistligt inslag i BBC:s Last Night of the Proms. Efter 2007 har däremot stycket endast framförts 2009, 2012, 2016 och 2017.
Woods arrangemang följer slaget ur en brittisk sjömans synvinkel. Först kommer stridssignalen, sedan en kamrats död, därefter hemlängtan och till sist det segerrika hemvändandet och bedyrandet att Storbritannien ska fortsätta att "härska på haven" ("rule the waves"). De senaste åren, då konserten sänts samtidigt i olika delar av Storbritannien har BBC lagt till irländska, skotska och walesiska sånger vilket gjort Woods ursprungliga handling omöjlig.
Fantasian börjar med en serie om sex marina hornsignaler och svaren på dessa. Signalerna användes traditionellt för att förmedla order på krigsfartygen. 2005 återinsattes hornsignalerna i fantasian efter en lång tids frånvaro, men Ye Spanish Ladies togs bort och ersattes av de walesiska, skotska och irländska sångerna, arrangerade av  Bob Chilcott, Ar Hyd y Nos, The Skye Boat Song och Danny Boy.
Rule, Britannia! ingick från början i fantasian, men under många år fram till 2000 framfördes den i ett arrangemang av Malcolm Sargent, med en berömd operasångare som skulle entusiasmera publiken att sjunga med i refrängen. Mellan 2002 och 2007 återgick man till Woods arrangemang med enbart en vers där kören och publiken medverkade. 2009 användes Thomas Arnes original. 

## Satser
1. Bugle Calls (hornsignaler)
2. The Anchor's Weighed
3. The Saucy Arethusa
4. Tom Bowling
5. Jack's The Lad (The Sailor's Hornpipe)
6. Farewell and Adieu, Ye Spanish Ladies
7. Home, Sweet Home
8. See, the Conqu'ring Hero Comes!
9. Rule, Britannia!